# چارلی ریس
چارلی ریس (انگلیسی: Charlie Reece؛ زادهٔ ۸ سپتامبر ۱۹۸۸) بازیکن فوتبال اهل بریتانیا است.
از باشگاه‌هایی که در آن بازی کرده‌است می‌توان به باشگاه فوتبال بریستول راورز، باشگاه فوتبال تاموورث، باشگاه فوتبال استون ویلا، باشگاه فوتبال سولیهال مورس، باشگاه فوتبال گلاستر سیتی، و باشگاه فوتبال ووستر سیتی اشاره کرد.